# مایاک (بیلقان)
مایاک (به لاتین: Mayak) یک منطقه مسکونی در جمهوری آذربایجان است که در شهرستان بیلقان واقع شده‌است. مایاک ۷۲۶ نفر جمعیت دارد.